# Acidaspis
Acidaspis è stato un trilobite del genere Odontopleurida, dell'ordine Acidaspidae vissuto nell'Ordoviciano fino al Devoniano.

## Descrizione
Questo genere presenta un esoscheletro largo, con spine genali eccezionalmente lunghe. I solchi glabellari evidenziano i lobi laterali rigonfi. Gli occhi, piccoli, sono situati nella parte posteriore; lo scudo cefali mostra piccoli tubercoli e una serie di spine intorno al margine, come in Leonaspis. Sono presenti nove segmenti toracici stretti, con lunghe spine tubolari retroflesse. Anche il margine posteriore è bordato di lunghe spine. Queste spine molto sviluppate servivano probabilmente come un meccanismo di difesa. Questo genere arrivava a raggiungere fino a 1 cm di lunghezza media.

## Habitat
Acidaspis viveva in corrispondenza delle aree di piattaforma e di scogliera. La sua distribuzione geografica è mondiale.